# Giovanni Giacomo Pierantoni

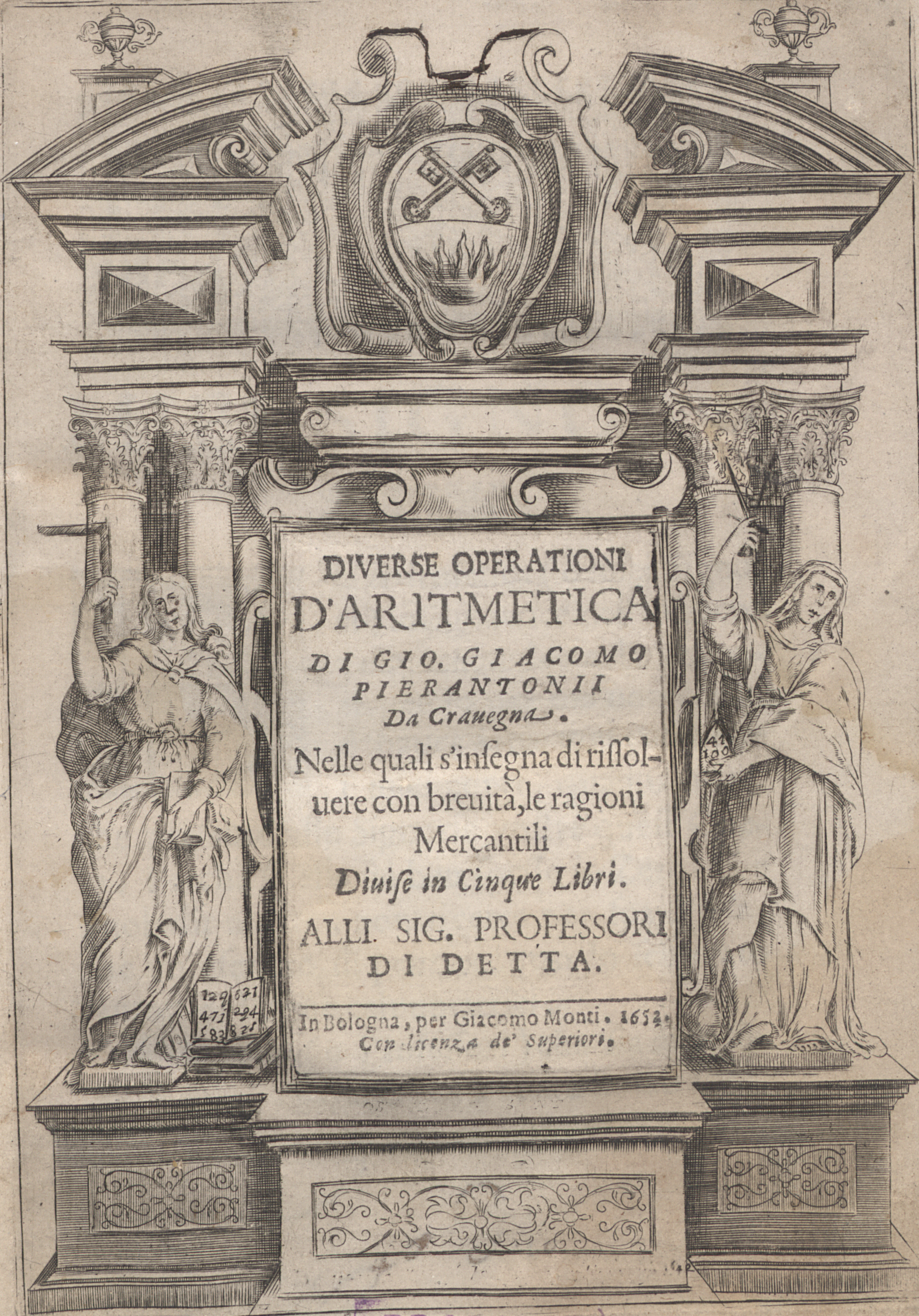
Diverse operationi d'aritmetica, frontespizio

Giovanni Giacomo Pierantoni, noto anche come Gio. Giacomo Pierantoni (Cravegna, ... – XVII secolo), è stato un matematico italiano.

## Biografia
Nato a Cravegna (oggi frazione di Crodo) in Piemonte, Giovanni Giacomo Pierantoni pubblicò a Bologna nel 1652 la sua opera didattica in cinque libri intitolata Diverse operationi d'aritmetica, volta a insegnare in maniera accessibile e sintetica come risolvere molti problemi di aritmetica elementare relativi al commercio mercantile.

## Opere
- Diverse operationi d'aritmetica. Nelle quali s'insegna di rissolvere con brevità, le ragioni mercantili, Bologna, Giacomo Monti, 1652.